# Eupithecia costipicta
Eupithecia costipicta is een vlinder uit de familie van de spanners (Geometridae). De wetenschappelijke naam van de soort is voor het eerst geldig gepubliceerd in 1893 door Warren.
De soort komt voor in Jammu en Kasjmir, centraal China, India (Sikkim) en Afghanistan. De soort vliegt op hoogtes van 2300 tot 3500 boven zeeniveau.